# 常安公主
常安公主（1536年—1549年）名朱壽媖，明朝公主，明世宗长女。曹端妃所生。
嘉靖十五年八月戊戌日（十五日）生，九月十五日嘉靖帝赐名寿媖。嘉靖二十八年七月去世，终年十四岁，未下嫁，嘉靖帝为此辍朝一日，诏治丧如归善公主例。